# Multipel system atrofi
Multipel systematrofi (MSA) er en kronisk, fremadskridende neurologisk sygdom, som rammer voksne mænd og kvinder. Ved sygdommen sker der det, at celler går til grunde i specielle områder i hjernen. 

## Funktionshæmmelser
Man ved ikke, hvorfor cellerne går til grunde, og årsagen til sygdommen er således ikke kendt. Sygdommen betyder, at patienten får problemer med at bevæge sig. Det bliver tiltagende vanskeligt f.eks. at gå, at vende sig i sengen eller at skrive i hånden. Der opstår også vanskeligheder med balancen og med flere af de funktioner, som kroppen normalt klarer automatisk, f.eks. kontrollen med blæren.

## Foreninger
I Danmark findes der en landsforening for patienter og pårørende.